# Enol etere

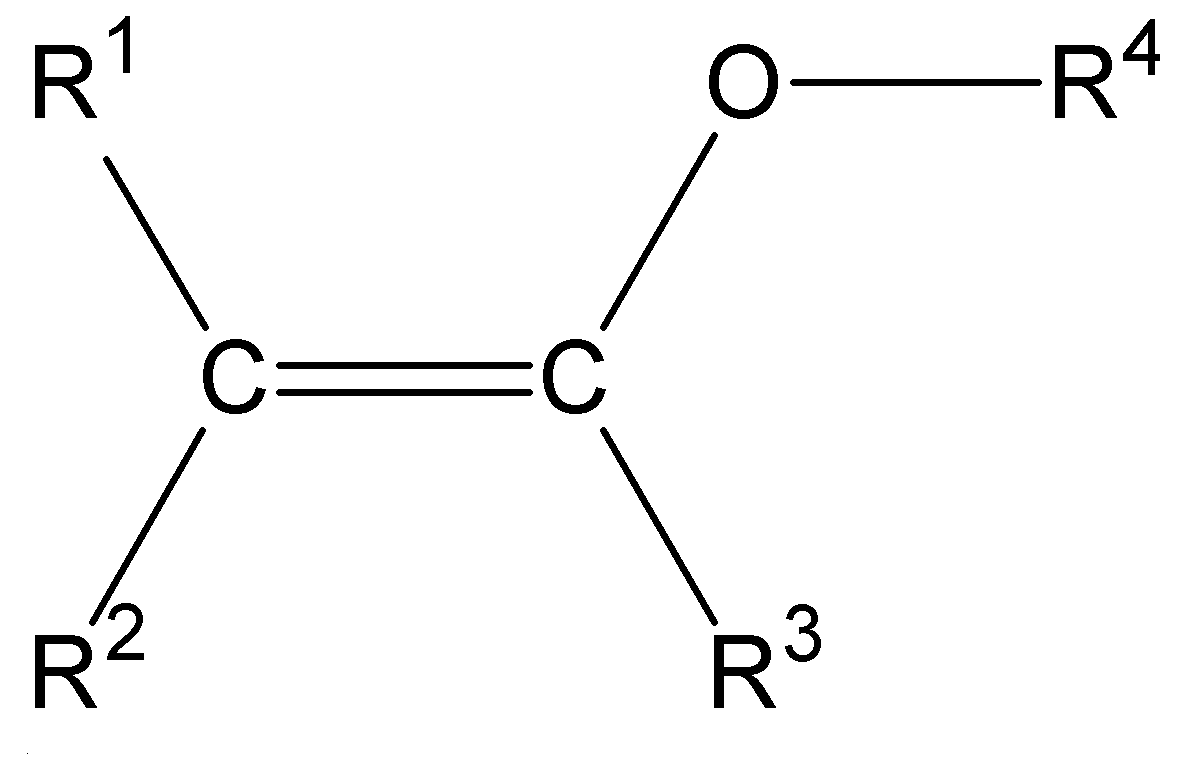
La struttura di un generico enol etere.

Un enol etere è un alchene con un sostituente alcossido. La struttura generale è {\displaystyle R_{1}R_{2}C=CR_{3}-O-R_{4}} dove R è un generico gruppo alchilico o arilico. Gli enol eteri e le enammine sono chiamati alcheni attivati o alcheni elettron ricchi poiché l'atomo di ossigeno dona densità elettronica al doppio legame, visibile anche come ibrido di risonanza con il corrispondente ione ossonio. Questa proprietà li rende dei substrati reattivi per alcune reazioni organiche come la Diels-Alder. Un enol etere può essere visto come la forma eterata del corrispondente enolato, da cui il nome quindi. Due enol eteri semplici e comuni sono il metil-vinil etere ed il 2,3-diidrofurano.